# Melittobiopsis
Melittobiopsis is een geslacht van vliesvleugeligen uit de familie Eulophidae. De wetenschappelijke naam van dit geslacht is voor het eerst geldig gepubliceerd in 1926 door Timberlake.

## Soorten
Het geslacht Melittobiopsis is monotypisch en omvat slechts de volgende soort:
- Melittobiopsis ereunetiphila Timberlake, 1926